# Воль, Роберт
Роберт Воль (Robert Wohl; 13 февраля 1936[…], Бьютт, Монтана — 3 июня 2021) — американский историк, специалист по современной европеистике и в особенности ее политике и культуре начиная с 1880 года; также являлся историком авиации. Доктор философии (1963), эмерит-профессор Калифорнийского университета в Лос-Анджелесе, где трудился с 1961 года, завкафедрой истории (1970-73). Лауреат George Louis Beer Prize и Национальной книжной премии (1982).
В 1953-1954 годах учился в Дартмутском колледже. Окончил Калифорнийский университет в Лос-Анджелесе (бакалавр, 1957). В 1959-1960 годы занимался в Гарварде, а в 1960-1961 годах — в Sciences Po. В 1963 году получил степень доктора философии в Принстоне. С 1961 года инструктор, с 1963 года ассистент-, с 1967 года ассоциированный, с 1969 года профессор истории, впоследствии эмерит, в 1970-1973 годах завкафедрой истории. Член Американской исторической ассоциации. На основе докторской диссертации выпустил свою первую книгу French Communism in the Making, 1914—1924 (Stanford, 1966).
Автор The Generation of 1914 (Harvard, 1979) {Рец.}. Авиации посвящены его книги A Passion for Wings: Aviation and the Western Imagination, 1908—1918 (Yale, 1994) и The Spectacle of Flight and the Western Imagination, 1920—1950 (Yale, 2005). Он также планировал выпустить третий том на эту тему, доведя повествование до наших дней, препятствием чему стало плохое здоровье.
В 1966 году женился; дочь.